# Anthrenus picturatus
Anthrenus picturatus là một loài bọ cánh cứng trong họ Dermestidae. Loài này được Solsky miêu tả khoa học năm 1876.